# Anima Mundi (romanzo)
Anima Mundi è un romanzo scritto da Susanna Tamaro e pubblicato per Baldini & Castoldi nel 1997. È il secondo grande successo della scrittrice triestina dopo quello di Va' dove ti porta il cuore.

## Trama
È la storia della ricerca interiore di un giovane, Walter, che passa attraverso tre fasi: Fuoco, Terra e Vento. Un lontano passato segnato dall'atroce vicenda delle foibe fa da sfondo al presente, nel quale il protagonista ha come unica sua luce un'amicizia, ben presto smarrita e di cui poi tenterà di riannodare i fili.

## Personaggi
- Walter: ragazzo inquieto, lacerato da profondi dissidi interiori, da giovanissimo rimane folgorato dalla lettura dei Canti orfici di Campana. Scrive un libro, “Una vita in fiamme” e sogna di pubblicarlo, perciò si trasferisce a Roma, ma qui si scontrerà con le leggi dell'editoria, che esige dagli autori libri facili e commerciali. Grazie al finale incontro con suor Irene, sullo sfondo di un Carso aspro e innevato, Walter compie il proprio percorso di formazione.
- Suor Irene: anziana e operosa monaca-eremita, prima di prendere i voti era un'insegnante di matematica e la sua unica fede erano il calcolo e i teoremi, reputati sufficienti a mettere ordine nel caos della vita. Salvatasi dallo sterminio della sua famiglia ad opera degli ustascia, inizia un sofferto nomadismo fino a quando, su un treno, trova una copia del Vangelo e le parole di Gesù fanno entrare la “luce” nella sua anima.

## Edizioni
- Susanna Tamaro, Anima Mundi, collana I miti, Arnoldo Mondadori Editore, 1998,  p. 282, ISBN 88-04-45463-6.